# Tom's Diner
Pistes de Solitude Standing
Luka
Tom's Diner est une chanson a cappella de Suzanne Vega écrite en 1981. Sa première sortie se fera en janvier 1984 dans le magazine Fast Folk, et en 1987 la chanson, alors enregistrée dans son propre studio, apparaîtra dans l'album Solitude Standing.
En 1990, le groupe britannique DNA compose un remix de la chanson a cappella dont le succès sera indéniable. Cette version sera incluse dans l'album Tom's Album sorti en 1991, tout comme des versions d’After One, de Canasta, et de Bingo Hand Job (composé de R.E.M. et de Billy Bragg).

## Chanson originale
Tom's Diner est le nom d'un restaurant de Manhattan, dont la façade apparaît régulièrement dans Seinfeld. D'après Suzanne Vega elle-même, la chanson a été composée entre mi-1981 et mi-1982. À l'origine, il devait s'agir d'un morceau pour voix et piano, mais comme elle ne savait pas jouer du piano, elle a décidé de l'enregistrer a cappella.
Sorti en single en 1987, Tom's Diner rencontre un succès relativement limité, se contenant d'une 58e place aux charts britanniques et d'une 56e place aux charts suédois. Il est toutefois classé à la 24e place au Danemark.

### «La mère du MP3»
Un article du magazine Business 2.0 (en) (aujourd'hui disparu) a révélé que Tom's Diner avait aussi été utilisé par Karlheinz Brandenburg pour développer le système de compression de données connu sous le nom de MP3, pour la Fraunhofer-Gesellschaft. Selon les propos de l'intéressé : « J'en étais au peaufinage de mon algorithme de compression... Quelque part dans le couloir, une radio passait Tom's Diner. J'ai été électrisé. Je savais qu'il serait presque impossible de compresser cette chaude voix a cappella. »
Dans un documentaire de 2009 réalisé par la chaine de télévision suédoise SVT sur l'histoire de la chanson, Karlheinz Brandenburg déclare : « J'étais en train de finir ma thèse de doctorat, je lisais un magazine de hi-fi et j'ai découvert qu'ils avaient utilisé cette chanson pour des tests de haut-parleurs. Je me suis dit « OK, testons ce que donne cette chanson avec mon système, avec le MP3. » Et le résultat, à un niveau de débit où tout le reste rendait bien, c'était que la voix de Suzanne Vega paraissait horrible. »
Karlheinz Brandenburg a utilisé la chanson pour ses tests, la réécoutant à chaque amélioration de son algorithme pour s'assurer que la subtilité de la voix de Suzanne Vega n'en était pas affectée. Bien que le format de compression MP3 ne soit pas spécialement réglé pour jouer Tom's Diner (un échantillon de matériaux sonores soumis à analyse critique a été utilisé dans la conception du codec au fil des années), l'anecdote a valu à la chanteuse, auprès des ingénieurs du son, le titre informel de « mère du MP3 ».

## Remix de DNA
En 1990, deux Britanniques se présentant sous le nom DNA (à ne pas confondre avec le groupe new-yorkais DNA) ont remixé la chanson, mais sans la permission de Suzanne Vega. La chanson fut un tel succès que le label, au lieu de les poursuivre, a décidé d'acheter le single.
En France, le thème de la chanson a été repris par les assurances GMF dans leurs clips de pub.
Repris aussi par Drake ft Kevin Cossom dans I Get Paper, musique hip-hop. Le thème de la chanson est également repris par David Carreira dans Viser le K.O..

### Classements hebdomadaires
| Classement (1990-91)                   | Meilleure place |
| -------------------------------------- | --------------- |
| France (SNEP)                          | 16              |
| Suisse (Schweizer Hitparade)           | 1               |
| Allemagne (Media Control AG)           | 1               |
| Autriche (Ö3 Austria Top 40)           | 1               |
| Pays-Bas (Single Top 100)              | 4               |
| Belgique (Flandre Ultratop 50 Singles) | 3               |
| Australie (ARIA)                       | 8               |
| Nouvelle-Zélande (RMNZ)                | 8               |

## Version de Britney Spears et Giorgio Moroder
Singles de Giorgio Moroder
Déjà Vu
(2015)
Singles par Britney Spears
Pretty Girls
(2015) Make Me (Oooh)
(2016)
Pistes de Déjà Vu (en)
74 Is the New 24 Wildstar
Pour son album Déjà Vu, le compositeur Giorgio Moroder fait interpréter la chanson par Britney Spears dans une version plus proche du remix de DNA que de l'originale. Britney Spears révèle la musique sur son compte YouTube le 18 juin 2015.
Le single a été publié le 9 octobre 2015 avec des remixes.

### Track List
1. Tom's Diner
2. Tom's Diner (Leu Leu Land Remix)
3. Tom's Diner (Hibell Remix)

## Version Live de Suzanne Vega
En concert, Suzanne Vega reprend la version de DNA.

## Classements
| Classements (2015)                                    | Meilleure position |
| ----------------------------------------------------- | ------------------ |
| États-Unis (Billboard Dance/Electronic Digital Songs) | 14                 |
| États-Unis (Billboard Dance/Electronic Songs)         | 38                 |
| France                                                | 146                |
| Liban                                                 | 11                 |

## Historique de sortie
| Pays   | Date            | Format           | Label                                    | Référence |
| ------ | --------------- | ---------------- | ---------------------------------------- | --------- |
| Monde  | 9 octobre 2015  | Digital download | - Giorgio Moroder Music LLC - RCA - Sony | ,         |
| Italie | 16 octobre 2015 | Radio            | - Giorgio Moroder Music LLC - RCA - Sony | [ 22 ]    |